# کار مشروط
کار مشروط، یا کار قراردادی، یک رابطه شغلی با امنیت شغلی محدود، پرداخت به صورت تکه‌ای، معمولاً پاره وقت (معمولاً با ساعات کاری متغیر) است که غیردائم تلقی می‌شود. اگرچه امنیت شغلی کمتری وجود دارد، اما فری‌لنسرها اغلب درآمدشان را بیشتر از مشاغل سنتی قبلی خود گزارش می‌دهند.
کارگران مشروط معمولاً مشاور، مترجم آزاد، پیمانکار مستقل، متخصص مستقل، کارگران قرارداد موقت یا کار موقت نیز نامیده می‌شوند.
با توجه به اداره آمار کار ایالات متحده (BLS)، نیروی کار غیرسنتی شامل «صاحب چند شغل، کارگران مشروط و پاره وقت، و افرادی در ترتیبات کار جایگزین» است. این کارگران در حال حاضر بخش قابل توجهی از نیروی کار ایالات متحده را تشکیل می‌دهند، و «تقریباً چهار نفر از هر پنج کارفرما، در مؤسسات با اندازه‌ها و صنایع مختلف، از نوعی نیروی کار غیرسنتی استفاده می‌کنند».